# Понсен (кантон)
Понсе́н (фр. Poncin) — кантон во Франции, находится в регионе Рона — Альпы, департамент Эн. Входит в состав округа Нантюа.
Код INSEE кантона — 0124. Всего в кантон Понсен входят 9 коммун, из них главной коммуной является Понсен.

## Коммуны кантона
| Коммуна         | Население, чел | Почтовый индекс | Код INSEE |
| --------------- | -------------- | --------------- | --------- |
| Буайё-Сен-Жером | 277            | 01640           | 01056     |
| Жюжюрьё         | 1700           | 01640           | 01199     |
| Лабальм         | 135            | 01450           | 01200     |
| Меринья         | 114            | 01450           | 01242     |
| Понсен          | 1360           | 01450           | 01303     |
| Сен-Жан-ле-Вьё  | 1450           | 01640           | 01363     |
| Сент-Альбан     | 133            | 01450           | 01331     |
| Сердон          | 672            | 01450           | 01068     |
| Шаль-ла-Монтань | 200            | 01450           | 01077     |

## Население
Население кантона на 1999 год составляло 6 041 человек.
| 1962  | 1968  | 1975  | 1982  | 1990  | 1999  | 2006 | 2007 |
| ----- | ----- | ----- | ----- | ----- | ----- | ---- | ---- |
| 5 017 | 5 299 | 4 914 | 5 070 | 5 538 | 6 041 | -    | -    |